# 1532년

## 연호
- 명(明) 가정(嘉靖) 11년
- 일본(日本) 교로쿠(享禄) 5년 / 덴분(天文) 원년
- 막 왕조(莫朝) 다이찐(大正) 3년

## 기년
- 류큐(琉球) 쇼세이왕(尚清王) 6년
- 명(明) 세종 가정제(世宗 嘉靖帝) 11년
- 조선(朝鮮) 중종(中宗) 27년
- 막 왕조(莫朝) 태종(太宗) 3년

## 사건
- 6월 23일 - 신성 로마 제국의 카를 5세에 대항하는 비밀 조약이 잉글랜드의 헨리 8세와 프랑스의 프랑소와 1세간에 맺어졌다.

## 탄생
- 조선 13대 국왕 명종의 정비 인순왕후.